# Чемпионат СССР по лёгкой атлетике 1972
Лично-командный чемпионат СССР по лёгкой атлетике 1972 года проходил с 17 по 20 июля в Москве на Центральном стадионе имени В. И. Ленина. На соревнованиях проходил отбор в сборную Советского Союза для участия в Олимпийских играх в Мюнхене (31 августа — 10 сентября). На протяжении четырёх дней было разыграно 36 комплектов медалей.
В программе чемпионатов страны дебютировала дистанция 3000 метров среди женщин. Первой победительницей в этом виде стала Ирма Таборская.
Главное событие турнира произошло в предварительном забеге на 1500 метров у женщин. Людмила Брагина стала первой советской бегуньей, преодолевшей на этой дистанции рубеж в 4 минуты 10 секунд. Показанное время, 4.06,9, стало новым мировым рекордом, предыдущий рекорд Карин Бурнеляйт был улучшен сразу на 2,7 секунды. В финале Брагина пробежала медленнее (4.09,8), но всё равно одержала уверенную победу.
Валерий Борзов в четвёртый раз в карьере повторил европейский рекорд в беге на 100 метров по ручному хронометражу — 10,0. До Борзова аналогичный результат дважды показал другой советский легкоатлет, Владислав Сапея.
Два рекорда СССР были установлены в барьерном спринте у мужчин и женщин. Виктор Мясников пробежал 110 метров с барьерами за 13,6, а Татьяна Анисимова 100 метров — за 13,3. Оба результата были показаны в предварительных забегах. В финалах новоиспечённые рекордсмены не смогли улучшить свои достижения, но всё же стали чемпионами страны.
В беге на 800 метров среди женщин победила Ниёле Сабайте. Она улучшила рекорд СССР сразу на две секунды, остановив секундомер на отметке 2.01,1. Все три призёра на этой дистанции показали результаты выше прежнего национального достижения (2.03,2).
В мужском метании молота Анатолий Бондарчук в третий раз стал чемпионом СССР. Его победный результат (75,54 м) менее метра уступил мировому рекорду и всего 24 сантиметра — рекорду Союза. Всего 0,1 секунды не хватило Евгению Гавриленко до национального достижения в беге на 400 метров с барьерами.
Михаил Барибан прервал в тройном прыжке серию Виктора Санеева, который побеждал на четырёх предыдущих чемпионатах СССР. В этот раз олимпийский чемпион из Тбилиси остался на втором месте, проиграв чемпиону 4 сантиметра.
В прыжке в длину Леонид Барковский стал только вторым человеком за последние 11 лет, кто смог опередить Игоря Тер-Ованесяна на первенстве страны.
В течение 1972 года в различных городах были проведены также чемпионаты СССР в отдельных дисциплинах лёгкой атлетики:
- 11—12 марта — чемпионат СССР по кроссу и бегу на 30 км (Ташкент)
- 9 июля — чемпионат СССР по марафону (Новгород)
- 14—15 июля — чемпионат СССР по многоборьям (Москва)

## Командное первенство
| Место | Команда          |
| ----- | ---------------- |
| 1     | «Динамо»         |
| 2     | Вооружённые Силы |
| 3     | «Буревестник»    |

## Призёры

### Мужчины
| Дисциплина             | Золото                                                                              | Золото    | Серебро                                                                          | Серебро   | Бронза                                                                         | Бронза    |
| ---------------------- | ----------------------------------------------------------------------------------- | --------- | -------------------------------------------------------------------------------- | --------- | ------------------------------------------------------------------------------ | --------- |
| 100 м                  | Валерий Борзов Буревестник Киев                                                     | 10,0      | Александр Корнелюк Динамо Москва                                                 | 10,2      | Владимир Атамась Динамо Полтава                                                | 10,3      |
| 200 м                  | Валерий Борзов Буревестник Киев                                                     | 20,7      | Владимир Ловецкий Трудовые резервы Минск                                         | 21,3      | Валерий Панасов Спартак Ленинград                                              | 21,6      |
| 400 м                  | Семён Кочер Спартак Орджоникидзе                                                    | 46,7      | Валерий Юдин Вооружённые Силы Москва                                             | 46,9      | Леонид Королёв Спартак Ростов-на-Дону                                          | 47,1      |
| 800 м                  | Иван Иванов Спартак Москва                                                          | 1.48,9    | Владимир Порывкин Динамо Горький                                                 | 1.49,2    | Владимир Пономарёв Вооружённые Силы Ростов-на-Дону                             | 1.49,5    |
| 1500 м                 | Владимир Пантелей Зенит Харьков                                                     | 3.41,4    | Виктор Семяшкин Вооружённые Силы Ленинград                                       | 3.42,2    | Михаил Улымов Буревестник Волгоград                                            | 3.42,4    |
| 5000 м                 | Николай Пуклаков Буревестник Чебоксары                                              | 13.48,6   | Борис Оляницкий Динамо Донецк                                                    | 13.49,4   | Борис Штейнбрехер Вооружённые Силы Алма-Ата                                    | 13.49,8   |
| 10 000 м               | Рашид Шарафетдинов Динамо Ленинград                                                 | 28.05,2   | Павел Андреев Вооружённые Силы Львов                                             | 28.08,4   | Анатолий Бадранков Динамо Алма-Ата                                             | 28.09,2   |
| 3000 м с препятствиями | Ромуальдас Битте Нямунас Вильнюс                                                    | 8.30,0    | Сергей Скрипка Вооружённые Силы Москва                                           | 8.31,0    | Виктор Кудинский Вооружённые Силы Киев                                         | 8.32,2    |
| 110 м с барьерами      | Виктор Мясников Динамо Минск                                                        | 13,7      | Анатолий Мошиашвили Динамо Тбилиси                                               | 14,0      | Эдуард Переверзев Вооружённые Силы Ростов-на-Дону                              | 14,0      |
| 400 м с барьерами      | Евгений Гавриленко Динамо Гомель                                                    | 49,2      | Виктор Савченко Спартак Лисичанск                                                | 49,3      | Юрий Зорин Буревестник Ленинград                                               | 49,7      |
| Прыжок в высоту        | Кестутис Шапка Динамо Вильнюс                                                       | 2,21 м    | Рустам Ахметов Авангард Бердичев                                                 | 2,21 м    | Владимир Абрамов Труд Москва                                                   | 2,21 м    |
| Прыжок с шестом        | Геннадий Близнецов Вооружённые Силы Харьков                                         | 5,20 м    | Юрий Исаков Труд Свердловск                                                      | 5,20 м    | Владимир Кишкун Зенит Ленинград                                                | 5,10 м    |
| Прыжок в длину         | Леонид Барковский Вооружённые Силы Киев                                             | 8,06 м    | Игорь Тер-Ованесян Буревестник Москва                                            | 7,94 м    | Валерий Подлужный Трудовые резервы Донецк                                      | 7,87 м    |
| Тройной прыжок         | Михаил Барибан Динамо Краснодар                                                     | 16,79 м   | Виктор Санеев Динамо Тбилиси                                                     | 16,75 м   | Геннадий Бессонов Вооружённые Силы Московская область                          | 16,58 м   |
| Толкание ядра          | Александр Барышников Динамо Ленинград                                               | 19,68 м   | Римантас Плунге Динамо Каунас                                                    | 19,59 м   | Валерий Войкин Буревестник Ленинград                                           | 19,21 м   |
| Метание диска          | Владимир Ляхов Динамо Московская область                                            | 59,94 м   | Виктор Пензиков Динамо Ставрополь                                                | 59,64 м   | Владимир Титов Спартак Петрозаводск                                            | 58,38 м   |
| Метание молота         | Анатолий Бондарчук Колос Киев                                                       | 75,54 м   | Валентин Дмитренко Авангард Запорожье                                            | 73,04 м   | Василий Хмелевский Динамо Ставрополь                                           | 72,82 м   |
| Метание копья          | Янис Лусис Вооружённые Силы Рига                                                    | 85,48 м   | Вилнис Фельдманис Вооружённые Силы Рига                                          | 80,48 м   | Валерий Белан Вооружённые Силы Одесса                                          | 79,32 м   |
| Ходьба на 20 км        | Владимир Голубничий Спартак Сумы                                                    | 1:28.54,2 | Евгений Ивченко Динамо Витебск                                                   | 1:29.09,4 | Николай Смага Авангард Киев                                                    | 1:29.22,2 |
| Ходьба на 50 км        | Вениамин Солдатенко Вооружённые Силы Алма-Ата                                       | 4:13.28,6 | Отто Барч Буревестник Фрунзе                                                     | 4:13.53,8 | Сергей Григорьев Зенит Ленинград                                               | 4:14.13,2 |
| Эстафета 4×100 м       | Вооружённые Силы Александр Лебедев Александр Багаев Василий Зезетко Геннадий Зайцев | 39,9      | Динамо Римвидас Аукштуолис Александр Аксинин Владимир Атамась Александр Корнелюк | 40,1      | Спартак Николай Пикулёв Алексей Забродский Валерий Панасов Александр Демидович | 40,3      |
| Эстафета 4×400 м       | Буревестник Владимир Погребняк Юрий Зорин Николай Корнеушкин Владимир Носенко       | 3.06,9    | Вооружённые Силы Владимир Цыганов Анатолий Павлов Энну Лааснер Валерий Юдин      | 3.07,2    | Динамо Евгений Борисенко Юрий Подлипняк Виктор Деревянко Владимир Порывкин     | 3.07,9    |

### Женщины
| Дисциплина        | Золото                                                                             | Золото  | Серебро                                                                        | Серебро | Бронза                                                                            | Бронза  |
| ----------------- | ---------------------------------------------------------------------------------- | ------- | ------------------------------------------------------------------------------ | ------- | --------------------------------------------------------------------------------- | ------- |
| 100 м             | Надежда Бесфамильная Вооружённые Силы Москва                                       | 11,4    | Людмила Жаркова Буревестник Москва                                             | 11,5    | Галина Бухарина Вооружённые Силы Москва                                           | 11,5    |
| 200 м             | Надежда Бесфамильная Вооружённые Силы Москва                                       | 23,6    | Марина Сидорова Буревестник Ленинград                                          | 23,6    | Галина Бухарина Вооружённые Силы Москва                                           | 24,0    |
| 400 м             | Наталья Чистякова Буревестник Москва                                               | 52,8    | Надежда Колесникова Динамо Москва                                              | 53,0    | Валентина Чичаева Буревестник Фрунзе                                              | 53,7    |
| 800 м             | Ниёле Сабайте Нямунас Вильнюс                                                      | 2.01,1  | Нина Моргунова Колос Ворошиловград                                             | 2.01,5  | Раиса Руус Динамо Таллин                                                          | 2.02,1  |
| 1500 м            | Людмила Брагина Динамо Краснодар                                                   | 4.09,8  | Тамара Пангелова Вооружённые Силы Киев                                         | 4.11,3  | Тамара Казачкова Труд Магнитогорск                                                | 4.11,6  |
| 3000 м            | Ирма Таборская Вооружённые Силы Свердловск                                         | 9.19,8  | Мария Чернышёва Вооружённые Силы Москва                                        | 9.20,0  | Светлана Васькова Зенит Уфа                                                       | 9.22,2  |
| 100 м с барьерами | Татьяна Анисимова Буревестник Ленинград                                            | 13,6    | не вручалась                                                                   |         | Любовь Свеженцева Авангард Донецк                                                 | 13,7    |
| 100 м с барьерами | Лия Хитрина Динамо Одесса                                                          | 13,6    | не вручалась                                                                   |         | Любовь Свеженцева Авангард Донецк                                                 | 13,7    |
| Прыжок в высоту   | Антонина Лазарева Спартак Московская область                                       | 1,82 м  | Валентина Чулкова Вооружённые Силы Ташкент                                     | 1,79 м  | Тамара Галка Вооружённые Силы Одесса                                              | 1,79 м  |
| Прыжок в длину    | Любовь Ильина Вооружённые Силы Ростов-на-Дону                                      | 6,36 м  | Хелена Ринга Даугава Рига                                                      | 6,29 м  | Нина Патькова Локомотив Ленинград                                                 | 6,23 м  |
| Толкание ядра     | Надежда Чижова Спартак Ленинград                                                   | 19,28 м | Антонина Иванова Зенит Москва                                                  | 18,77 м | Светлана Долженко Динамо Кишинёв                                                  | 18,77 м |
| Метание диска     | Фаина Мельник Севан Ереван                                                         | 62,38 м | Людмила Муравьёва Вооружённые Силы Москва                                      | 59,54 м | Тамара Данилова Зенит Ленинград                                                   | 57,90 м |
| Метание копья     | Нина Маракина Зенит Ленинград                                                      | 60,12 м | Ядвига Путинене Динамо Клайпеда                                                | 53,44 м | Эльвира Озолина Вооружённые Силы Рига                                             | 53,12 м |
| Эстафета 4×100 м  | Вооружённые Силы Вера Анисимова Галина Бухарина Надежда Юдина Надежда Бесфамильная | 44,8    | Буревестник Наталья Брижатюк Татьяна Анисимова Марина Сидорова Людмила Жаркова | 45,0    | Динамо Светлана Белова Надежда Колесникова Раиса Степанова Галина Митрохина       | 45,4    |
| Эстафета 4×400 м  | Буревестник Любовь Рунцо Валентина Чичаева Галина Камардина Наталья Чистякова      | 3.33,0  | Динамо Юлия Александрова Наталья Куличкова Ингрида Баркане Надежда Колесникова | 3.33,1  | Трудовые резервы Анна Синичкина Екатерина Подкопаева Евгения Хилько Нина Зюськова | 3.33,7  |

## Чемпионат СССР по кроссу и бегу на 30 км
Чемпионат СССР по кроссу и бегу на 30 км по шоссе прошёл 11—12 марта в Ташкенте, столице Узбекской ССР.

### Мужчины
| Дисциплина  | Золото                                    | Золото    | Серебро                                   | Серебро   | Бронза                               | Бронза    |
| ----------- | ----------------------------------------- | --------- | ----------------------------------------- | --------- | ------------------------------------ | --------- |
| Кросс 8 км  | Минивасик Абдуллин Зенит Уфа              | 24.08,0   | Александр Морозов Труд Московская область | 24.09,8   | Олег Шустров Вооружённые Силы Москва | 24.28,8   |
| Кросс 12 км | Рашид Шарафетдинов Динамо Ленинград       | 36.29,9   | Анатолий Бадранков Динамо Алма-Ата        | 36.34,0   | Иван Шопша Динамо Краснодар          | 36.44,0   |
| 30 км       | Владимир Меркушин Вооружённые Силы Рязань | 1:33.00,0 | Игорь Щербак Вооружённые Силы Харьков     | 1:33.01,0 | Владимир Цыренов Урожай Улан-Удэ     | 1:33.04,6 |

### Женщины
| Дисциплина | Золото                       | Золото | Серебро                                   | Серебро | Бронза                        | Бронза |
| ---------- | ---------------------------- | ------ | ----------------------------------------- | ------- | ----------------------------- | ------ |
| Кросс 2 км | Ольга Двирна Спартак Иваново | 6.15,2 | Екатерина Никифорова Труд Калинин         | 6.15,4  | Людмила Сорока Локомотив Киев | 6.16,4 |
| Кросс 3 км | Светлана Васькова Зенит Уфа  | 9.46,0 | Людмила Гаврилова Вооружённые Силы Донецк | 9.50,6  | В. Пилипенко Авангард Киев    | 9.51,0 |

## Чемпионат СССР по марафону
Чемпионат СССР по марафону состоялся 9 июля 1972 года в Новгороде.

### Мужчины
| Дисциплина | Золото                          | Золото    | Серебро                             | Серебро   | Бронза                                | Бронза    |
| ---------- | ------------------------------- | --------- | ----------------------------------- | --------- | ------------------------------------- | --------- |
| Марафон    | Анатолий Баранов Динамо Вильнюс | 2:14.19,6 | Юрий Великородных Буревестник Пермь | 2:14.27,0 | Игорь Щербак Вооружённые Силы Харьков | 2:14.43,0 |

## Чемпионат СССР по многоборьям
Чемпионы СССР в многоборьях определились 14—15 июля в Москве на Центральном стадион имени В. И. Ленина. С 1972 года в женском пятиборье были введены новые таблицы для перевода результатов отдельных видов в очки. Поэтому сумма Валентины Тихомировой (4733 очка), выигравшей чемпионат страны в пятый раз (и четвёртый подряд), стала первым рекордом СССР после изменения правил.

### Мужчины
| Дисциплина   | Золото                       | Золото            | Серебро                                 | Серебро           | Бронза                             | Бронза            |
| ------------ | ---------------------------- | ----------------- | --------------------------------------- | ----------------- | ---------------------------------- | ----------------- |
| Десятиборье* | Николай Авилов Динамо Одесса | 8113 очков (7995) | Борис Иванов Спартак Московская область | 7997 очков (7890) | Леонид Литвиненко Буревестник Киев | 7975 очков (7841) |

### Женщины
| Дисциплина | Золото                            | Золото           | Серебро                          | Серебро           | Бронза                                   | Бронза           |
| ---------- | --------------------------------- | ---------------- | -------------------------------- | ----------------- | ---------------------------------------- | ---------------- |
| Пятиборье* | Валентина Тихомирова Спартак Орёл | 4733 очка (4723) | Надежда Ткаченко Авангард Донецк | 4559 очков (4509) | Вера Ткаченко Трудовые резервы Караганда | 4324 очка (4223) |

* Для определения победителя в соревнованиях многоборцев использовалась старая система начисления очков. Пересчёт с использованием современных таблиц перевода результатов в баллы приведён в скобках.